# かなめも
『かなめも』は、石見翔子による日本の4コマ漫画作品。月刊誌『まんがタイムきららMAX』（芳文社）にて2007年6月号から2013年12月号にかけて連載された（2011年5月号から2012年3月号までは休載）。
同誌2009年3月号で、同誌連載作品および石見作品にとって初となるアニメ化が発表され、同年7月から9月にかけてテレビ東京系列にて放送された。
姉妹誌の『まんがタイムきらら』や『まんがタイムきららキャラット』にゲスト掲載や短期集中連載もされている。

## あらすじ
身寄りをなくした少女・中町かなは、ひょんなことから新聞専売所に住み込みで働くことになった。しかし、何も知らないかなを待っていたのは、とんでもなく個性的でゆるい同居人たち。同居人や友人とドタバタな生活を繰り広げながらも、彼女たちと協力し合うかなは毎日、仕事して学校に通って…と、色々ありながらにがんばるのであった。

## 主な登場人物

### 風新新聞専売所
配達員が女性のみで構成される新聞専売所。購読者はあまり多くない。かなと代理を除き、全員が新聞奨学生。
中町 かな（なかまち かな）
声 - 豊崎愛生
本作の主人公。ひょんなことから専売所に住み込みで働くことになった中学1年生。髪型はおかっぱ頭。『根はマジメだが、超天然。料理は得意だが、他は残念な感じ』『苦労人だけど天然。でも最近はちょっぴり黒かったり･･････』。
学力は低く、一般常識に欠ける。貧乏性だが他人に甘えることをよしとしない。アニメ版では料理部に所属していた。
当初は自転車に乗れないために配達ができず賄いで雇われていたが、後に徒歩で配達も担当するようになった。徒歩配達のため、担当区域はユメの前半の1/3 と狭い。アニメ版では最初から配達も担当していた。
専売所でははるかのセクハラの被害者で、学校では直（後述）のいじられ役。おっちょこちょいで怪談もろくに聞けない臆病な性格、ことあるごとに悲鳴を上げる。しかし逆に彼女の営業スマイルは、身内、他人問わず誰もが戦慄するものであった（初期の設定。美華との特訓である程度は克服）。
ギャグに一家言あるらしく美華（後述）のボケに妙な対抗心を燃やしたことがある。
誕生日は３月３日。血液型はA型。
天野 咲妃（あまの さき）
声 - 水原薫
風新新聞の専売所（アニメでは風新新聞お茶の水専売所）の所長代理。ロングヘアをツインテールにしている。『小学生だが、オトナ』『お金にシビアだけど、小学生らしいところも』。かなの通う中学校の隣にある小学校に通う小学2年生。メンバーからは「代理」と呼ばれる。
所長不在の専売所を一人で切り盛りし、歯に衣着せぬ物言い、容赦ないツッコミ、お客様向けの猫かぶりで自分の居場所を守っている。ある意味メンバーの中では一番の常識人。仕事に関しては部下のわがままを却下する融通の効かない性格だが、プールへ行きたい皆のために物置から家庭用プールを掘り出すなど、ある程度考慮している。
学校では人気者で、一声掛ければフリーマーケットにクラスメートが貢ぎ物を持参してくれたりする。
かなが来るまで、はるかのセクハラを一身に受けていた。当然のことながらライバルである「花日新聞」は目の敵にしているが、美華個人にはそのような描写はなく、知人（かなの友人）として接している。
北岡 ゆめ（きたおか ゆめ）
声 - 広橋涼
パティシエ志望の専門学校生。癖っ毛をツーサイドでまとめた髪型で、いつもショートパンツをはいている。『元気娘。甘いものとユーキが大好き。』。
実家は旧家で凄いお金持ち。名前は漢字に直すと「優芽」となる。作中では「ユメ」と呼ばれている。ユーキとは恋人同士。なんらかの理由で家を出て専売所に住み込んで働いている。
素直で明るいムードメーカー。台風の日に水着姿ではしゃぐなど、子供っぽい一面があり、ユーキに嘘を吹き込まれていたりする。
かなが来るまで消去法で賄いを担当していた。調理技術は高いが、作る料理の全てが甘い。
南 ゆうき（みなみ ゆうき）
声 - 遠藤綾
いわゆるクールビューティでスタイル抜群。普段は感情の起伏が乏しいが、ユメ限定で独占欲、嫉妬心が強い。『一見冷静だが、ゆめのこととなると鬼っ娘。』。髪型は前髪を切りそろえた一本結び。
作中では「ユーキ」と呼ばれている。意外と不器用。ユメとは幼馴染みで、元はユメに仕える立場にいたらしい。
ユメのこととなると見境も節度も理性もなくなり、ユメを独占するために様々な画策をしている。
東 ひなた（あずま ひなた）
声 - 喜多村英梨
お金が大好きな万年二浪の予備校生。もみあげの長いショートヘアが特徴。実家に弟3人と妹1人がいる。
僕っ娘。様々なアルバイトを経験。趣味は実際には賭けないエアギャンブル。
比較的常識人であり、弟妹がいるために子どもの扱いが上手い。ある程度は代理の信頼も得ている。
はるか相手のツッコミとセクハラストッパー担当。
西田 はるか（にしだ はるか）
声 - 堀江由衣
ロングヘアで眼鏡をかけている。酒が大好きでよく酔っぱらっていて、7歳から15歳の『ようじょ好きないろいろアレな人』。代理とかな（特にかな）によくセクハラを行っている。
アニメ版によると大学でバイオ発酵の研究をしている。試作の発酵ジュースを専売所に持ち込んでメンバーを実験台にしている。
アルコールが入っていないと、かなや代理にセクハラをせず、また面倒見が良く後輩から慕われていた昔の「キレイなはるか」になる。
マリモ
声 - 高橋美佳子
本名不詳のアニメ版オリジナルキャラクター。第8話の回想シーンと第12話に登場。北海道出身なので「マリモ」と呼ばれていた。かなが専売所にやって来る前のメンバーの1人で、『風新始まって以来のダメ従業員』。
メンバーから「マリモ姉さん」と呼ばれ、代理にも慕われていた。
第12話ではフリーマーケットに野菜売りとして登場。偶然出会ったかなを先の読めない言動で振り回した。
猫と友達で猫語が分かるらしい。

### かなのクラスメイト
久地院 美華（くじいん みか）
声 - 釘宮理恵
かなが仕事の途中に出会った『ワケあり元お嬢様』。花日新聞の専売所で働く中学生。一人称は「私」で、時代がかった口調で喋る。かなのことが大好き。代理の本性を見抜くほど勘が良い。
1巻から登場。当初はかなと配達中に度々あうだけだったが、後に都内の私立中学校から、かなのクラスに転校してきた。家の方針で、社会勉強のため新聞配達をしていることが語られている。
プライドが高く自信満々で素直になれない性格。転校時の挨拶でクラスメート男子によりツンデレ認定されている。
かなとは別の意味で常識に欠ける。そのため、素でボケが入ることがある。
独特な美的感覚を持っていて、クラスメート女子に悪い意味で期待されている。
アニメ版では過去にアフガン・ハウンドを飼っていたが、何らかの事情で手放さざるを得なくなり、自分には犬を飼う資格がないと語った。
直（なお）
声 - 大原桃子
かなの友人でクラスメイト。眼鏡をかけている女子。単行本第2巻、アニメ版では第3話から登場。アニメ版では文と一緒に料理部に所属。
ツッコミ担当で、かなと美華のアレな言動を生暖かく見守っている。
文（ふみ）
声 - 大坂有未佳
かなの友人でクラスメイト。ショートカットの女子。単行本第1巻、アニメ第3話から登場。直と待ち合わせて登校している。アニメ版では直と一緒に料理部に所属。
直のツッコミのフォローに回ることが多い。信という弟がいる。

### その他
ブン太
声 - 堀江由衣
専売所付近に住んでいるメスの三毛猫。名前はアニメ版のもので、外見のイメージからユメが命名した。
かなが住み込みを始める前に、専売所の人手が足りず求人告知を張り出した際、代理が「猫の手も借りたい」と言ったのを真に受けたユメが時給めざし一匹で連れてきた野良猫。アニメではマスコットキャラクターとして扱われていて、場面転換のカットインや作中の自主規制、いわゆる「猫ガード」にも使われている。
かなの祖母
声 - かないみか（アニメ版第7話の幼い姿）
故人。アニメ版第7話ではかなの夢の中で幼い姿で登場。
石見ロボ
声 - 喜多村英梨
原作者石見翔子の著者近影で登場するキャラクター。アニメ版では場面転換のカットインで一言程度つぶやきながら度々登場する。

## 書誌情報

### 単行本
- 石見翔子 『かなめも』 芳文社〈まんがタイムKRコミックス〉、全6巻[53]
  1. 2008年9月11日初版発行（8月27日発売）、ISBN 978-4-8322-7725-0
  2. 2009年4月10日初版発行（3月26日発売）、ISBN 978-4-8322-7791-5
  3. 2009年10月11日初版発行（9月26日発売）、ISBN 978-4-8322-7844-8
  4. 2010年12月12日初版発行（11月27日発売）、ISBN 978-4-8322-7960-5
  5. 2013年1月10日初版発行（2012年12月26日発売）、ISBN 978-4-8322-4242-5
  6. 2013年12月12日初版発行（11月27日発売）、ISBN 978-4-8322-4371-2

### 関連書籍
- 『かなめも TVアニメオフィシャルガイドブック 〜はじめての、アルバム〜』2010年1月10日初版発行（2009年12月26日発売）、ISBN 978-4-8322-7872-1

## テレビアニメ
2009年7月から9月まで、テレビ東京系列にて放送された。アニメオリジナルの話が多い。

### スタッフ
- 原作 - 石見翔子（芳文社『まんがタイムきららMAX』連載）[4]
- 監督 - 高柳滋仁[4]
- シリーズ構成 - 中瀬理香[4]
- キャラクターデザイン - 立田眞一[4]
- サブデザイン - 枡田邦彰
- コスチュームデザイン - 藤井結
- メインアニメーター - 鈴木豪
- 美術監督 - 高橋久嘉[4]
- 色彩設計 - 佐藤直子[4]
- 撮影監督 - 近藤靖尚[4]
- 編集 - たぐまじゅん
- 音響監督 - 岩浪美和[4]
- 音楽 - 橋本由香利
- プロデューサー - 山中隆弘、川﨑とも子
- 企画協力・制作 - GANSIS
- アニメーション制作 - feel.[4]
- 製作 - 風新新聞専売所[4]

### 主題歌・挿入歌
オープニングテーマ - 「君へとつなぐココロ」
作詞 - 橋本由香利&TOMBOW / 作曲・編曲 - 橋本由香利 / 歌 - 中町かな（声：豊崎愛生）、天野咲紀（声：水原薫）、久地院美華（声：釘宮理恵）

エンディングテーマ
「YAHHO!! かなめもVer.」（第1話 - 第12話）
作詞・作曲・歌 - 堀江由衣 / 編曲 - 大川茂伸
「YAHHO!! かなめも最終回Ver.」（第13話）
作詞・作曲・歌 - 堀江由衣 / 編曲 - 大川茂伸

挿入歌 - 「椰子の実」（第12話）
作詞 - 島崎藤村 / 作曲 - 大中寅二 / 歌 - マリモ姉さん（声：高橋美佳子）

### 各話リスト
| 話数   | サブタイトル               | シナリオ   | コンテ       | 演出         | 作画監督                   | 総作画監督               |
| ------ | -------------------------- | ---------- | ------------ | ------------ | -------------------------- | ------------------------ |
| 第1話  | はじめての、ひとりぼっち…  | 中瀬理香   | 高柳滋仁     | 高柳滋仁     | 立田眞一                   | -                        |
| 第2話  | はじめての、新聞配達       | 横手美智子 | 高柳滋仁     | 津田尚克     | 佐藤元昭                   | 枡田邦彰                 |
| 第3話  | はじめての、スマイル       | 加茂靖子   | 大脊戸聡     | 大脊戸聡     | 氏家嘉宏                   | 鈴木豪                   |
| 第4話  | はじめての、プール         | 中瀬理香   | 井上茜       | 井上茜       | 丸山隆                     | 枡田邦彰                 |
| 第5話  | はじめての、みんなでお風呂 | 横手美智子 | みなみはるか | みなみはるか | 清水祐実                   | 鈴木豪                   |
| 第6話  | はじめての、恐い話         | 中瀬理香   | 山崎光恵     | 山崎光恵     | 川島勝                     | 立田眞一                 |
| 第7話  | はじめての、お迎え         | 横手美智子 | 津田尚克     | 津田尚克     | 小島智加                   | 枡田邦彰                 |
| 第8話  | はじめての、思い出話       | 横手美智子 | 成田歳法     | 増田誠治     | 伊東克修                   | 立田眞一                 |
| 第9話  | はじめての、ダイエット?    | 加茂靖子   | 宮崎なぎさ   | 菜香ゆき     | 佐藤元昭 氏家嘉宏          | 鈴木豪 枡田邦彰 立田眞一 |
| 第10話 | はじめての、気持ち         | 中瀬理香   | 井上茜       | 井上茜       | 川島勝 小菅洋              | 枡田邦彰 鈴木豪          |
| 第11話 | はじめての、看病           | 横手美智子 | 及川啓       | 津田尚克     | 下川寿士 丸山隆            | 立田眞一                 |
| 第12話 | はじめての、ひと           | 中瀬理香   | 宮崎なぎさ   | 大脊戸聡     | 伊東克修 佐藤元昭 小島智加 | 鈴木豪                   |
| 第13話 | そして、はじめての…        | 中瀬理香   | 高柳滋仁     | 井上茜       | 小菅洋 緒方浩美 川島勝     | 枡田邦彰                 |

### 放送局
| 放送地域       | 放送局         | 放送期間                 | 放送日時           | 放送系列       | 備考                     |
| -------------- | -------------- | ------------------------ | ------------------ | -------------- | ------------------------ |
| 関東広域圏     | テレビ東京     | 2009年7月5日 - 9月27日   | 日曜 25:30 - 26:00 | テレビ東京系列 |                          |
| 福岡県         | TVQ九州放送    | 2009年7月6日 - 9月28日   | 月曜 26:53 - 27:23 | テレビ東京系列 |                          |
| 大阪府         | テレビ大阪     | 2009年7月7日 - 9月29日   | 火曜 26:05 - 26:35 | テレビ東京系列 |                          |
| 愛知県         | テレビ愛知     | 2009年7月8日 - 9月30日   | 水曜 25:28 - 25:58 | テレビ東京系列 |                          |
| 岡山県・香川県 | テレビせとうち | 2009年7月9日 - 10月1日   | 木曜 25:58 - 26:28 | テレビ東京系列 |                          |
| 北海道         | テレビ北海道   | 2009年7月10日 - 10月2日  | 金曜 26:00 - 26:30 | テレビ東京系列 |                          |
| 日本全域       | AT-X           | 2009年7月11日 - 10月3日  | 土曜 8:30 - 9:00   | CS放送         | リピート放送あり         |
| 鹿児島県       | 鹿児島テレビ   | 2009年8月27日 - 11月26日 | 木曜 26:10 - 26:40 | フジテレビ系列 | 提供はひょうたん書店のみ |

### CD
| 発売日       | タイトル                                                                       | 規格品番    |
| ------------ | ------------------------------------------------------------------------------ | ----------- |
| 2009年8月5日 | 君へとつなぐココロ                                                             | KICM-1286   |
| 2009年9月9日 | 「かなめも」キャラクターソング＆オリジナルサウンドトラックアルバム「かなめろ」 | KICA-990/91 |

## WEBラジオ
スターチャイルド・公式サイト内にて、『早寝早起き!かなめもらじお』として、2009年7月4日から10月24日まで配信されていたインターネットラジオ番組。全8回。
パーソナリティは、豊崎愛生（中町かな役）と喜多村英梨（東ひなた役）。
作品が新聞専売所や新聞配達員たちを扱っていることから、更新は隔週土曜日朝5時に行われていた。そのため、挨拶は主に「おはよう」や「おはようございます」が使用される。また、番組独自の「かなめもーニング」という挨拶がある。
風新新聞 3面記事
メールを募集するコーナー。
風新新聞 拡張員営業報告
拡張員となった『かなめも』ファンによる作品を世に広げるために行った活動、思いついたアイディアなどを報告してもらうコーナー。
風新新聞エンタメコーナー かなめろ♪
『かなめも』で使用されている楽曲を紹介するコーナー。
配達員養成講座
かなとひなたが立派な新聞配達員になれるように、声を演じるパーソナリティの2人が色々と挑戦するコーナー。
挑戦はパーソナリティ同士による対決方式で行われ、敗者には罰ゲームが待っている。
風新新聞速報!
原作、アニメ、関連するその他の情報を提供するコーナー。